# 陈增兵
陈增兵，南京大学物理学院教授，长期从事量子信息科学的研究，研究方向包括量子物理基础、量子信息处理等。陈增兵毕业于中国科学技术大学，曾任中国科学技术大学教授，还曾入选中国教育部长江学者特聘教授。